# Varma kroppar
Varma kroppar (engelska: Warm Bodies) är en kärleksroman från 2010 av den amerikanska författaren Isaac Marion. Handlingen kretsar kring zombien R som blir förälskad i människan Julie Grigio efter att ha dödat hennes pojkvän. Romanen är inspirerad av Romeo och Julia.
Boken har följts av både en prequel och uppföljare. De har titlarna The New Hunger och The Burning World.

## Handling
Världen är fylld av zombier och ingen vet varför. Zombier har inga egna känslor eller minnen, men om de äter av en människas hjärna återupplever de scener ur den personens liv. R är en av dem och han blir förälskad i människan Julie Grigio. Han dödar hennes pojkvän och övertar hans kärlek till flickvännen. R håller sedan Julie gömd från de andra zombierna och ser till att hon överlever.

## Rollfigurer
- R: En zombie som blir förälskad i människan Julie. Bor på en övergiven flygplats och samlar på saker.

- Julie Grigio: En människa som blir räddad av R.

- M: Rs vän.

- Perry Kelvin: Julies pojkvän. Blir dödad av R.

- Nora: Julies vän.

- Överste Grigio: Julies far och ledare till de överlevande människorna.

## Filmatisering
En film baserad på boken hade biopremiär den 1 februari 2013. Filmen är regisserad och skriven av Jonathan Levine. R spelas av Nicholas Hoult och Julie Grigio av Teresa Palmer.